# Риџвуд (Њу Џерзи)
Риџвуд (енгл. Ridgewood) град је у америчкој савезној држави Њу Џерзи.

## Демографија
По попису из 2010. године број становника је 24.958, што је 22 (0,1%) становника више него 2000. године.
| Група             | 2000.          | 2010.          |
| Белци             | 21.164 (84,9%) | 19.561 (78,4%) |
| Афроамериканци    | 409 (1,6%)     | 398 (1,6%)     |
| Азијати           | 2.162 (8,7%)   | 3.242 (13,0%)  |
| Хиспаноамериканци | 942 (3,8%)     | 1.316 (5,3%)   |
| Укупно            | 24.936         | 24.958         |